# Fusuna exularis
Fusuna exularis is een fossiele soort schietmot uit de familie Helicopsychidae.